# لئوناردو پیپولی
لئوناردو پیپولی (ایتالیایی: Leonardo Piepoli؛ زادهٔ ۲۹ سپتامبر ۱۹۷۱) دوچرخه‌سوار اهل ایتالیا است. وی در مسابقات تور دو فرانسو جیرو دیتالیا شرکت کرده است.